# Asplenium thunbergii
Asplenium thunbergii är en svartbräkenväxtart som beskrevs av Kze. Asplenium thunbergii ingår i släktet Asplenium och familjen Aspleniaceae. Inga underarter finns listade.